# كيث إليسون (لاعب كرة قدم أمريكية)
كيث إليسون (بالإنجليزية: Keith Ellison)‏ هو لاعب كرة قدم أمريكية أمريكي، ولد في 6 فبراير 1984.

## وصلات خارجية
- كيث إليسون على موقع مرجع كرة القدم المحترفة.كوم (الإنجليزية)